# Трнова (Дубровачко приморје)
Трнова је насељено место у саставу општине Дубровачко приморје, Дубровачко-неретванска жупанија, Република Хрватска.
У селу се налази црква из 1870. са гробљем, те споменик погинулима у рату 1991.-1992. Из места се пружа веома квалитетан поглед на Баниће (увале Јанска и Будима), Шипан са још пар ненасељених острва и Мљет.

## Историја
До територијалне реорганизације у Хрватској налазила се у саставу старе општине Дубровник.

## Становништво
На попису становништва 2011. године, Трнова је имала 44 становника.
| Број становника по пописима | Број становника по пописима | Број становника по пописима | Број становника по пописима | Број становника по пописима | Број становника по пописима | Број становника по пописима | Број становника по пописима | Број становника по пописима | Број становника по пописима | Број становника по пописима | Број становника по пописима | Број становника по пописима | Број становника по пописима | Број становника по пописима | Број становника по пописима |
| --------------------------- | --------------------------- | --------------------------- | --------------------------- | --------------------------- | --------------------------- | --------------------------- | --------------------------- | --------------------------- | --------------------------- | --------------------------- | --------------------------- | --------------------------- | --------------------------- | --------------------------- | --------------------------- |
| 1857                        | 1869                        | 1880                        | 1890                        | 1900                        | 1910                        | 1921                        | 1931                        | 1948                        | 1953                        | 1961                        | 1971                        | 1981                        | 1991                        | 2001                        | 2011                        |
| 192                         | 197                         | 208                         | 212                         | 190                         | 202                         | 200                         | 184                         | 199                         | 184                         | 160                         | 113                         | 95                          | 74                          | 45                          | 44                          |

### Попис1991.
На попису становништва 1991. године, насељено место Трнова је имало 74 становника, следећег националног састава:
| Попис 1991.‍ | Попис 1991.‍ | Попис 1991.‍ | Попис 1991.‍ | Попис 1991.‍ |
| ----------- | ----------- | ----------- | ----------- | ----------- |
|             |             |             |             |             |
| Хрвати      | Хрвати      |             | 73          | 98,64%      |
| непознато   | непознато   |             | 1           | 1,35%       |
| укупно: 74  |             |             |             |             |